# Juliano Medeiros
Juliano Medeiros (Sapucaia do Sul, 17 de setembro de 1983) é um historiador e cientista político brasileiro. Foi presidente nacional do Partido Socialismo e Liberdade (PSOL) de 2017 a 2023.

## Biografia
Juliano Medeiros é o filho mais jovem de Dionísio Medeiros e Maria de Lourdes dos Santos Oliveira. Mudou-se aos 10 anos para Taquari, Rio Grande do Sul. Começou sua militância política na Escola Estadual Pereira Coruja.
Começou seus estudos universitários na Universidade Luterana do Brasil, transferindo-se em seguida para a Universidade Federal do Rio Grande do Sul (UFRGS). Em 2016, concluiu o mestrado em História pela Universidade de Brasília. Em 2020, concluiu o doutorado em Ciência Política pelo IPOL/UnB com a tese A nova esquerda latino-americana: movimentos sociais, institucionalização e crise do progressismo.

## Trajetória Política
Juliano Medeiros iniciou sua militância política no movimento estudantil secundarista em 1999. No mesmo ano filiou-se ao Partido dos Trabalhadores (PT). Em 2005, integrou a dissidência que ingressou no Partido Socialismo e Liberdade (PSOL). No ano seguinte assumiu a diretoria de movimentos sociais da União Nacional dos Estudantes (UNE).
Em 2007, foi reeleito para a mesma diretoria e no mesmo ano assumiu um assento no diretório nacional do PSOL. Após deixar o movimento estudantil, assumiu a coordenação política do mandato do senador José Nery (PSOL/PA) em Brasília. Foi assessor parlamentar da senadora Marinor Brito (PSOL/PA) e do deputado Ivan Valente (PSOL/SP). Em 2013, foi eleito para a executiva nacional do PSOL e tornou-se secretário de comunicação do partido.
Em 2015, assumiu a coordenação da liderança do PSOL na Câmara dos Deputados e foi eleito diretor-presidente da Fundação Lauro Campos, órgão de estudos e pesquisas do partido. No mesmo ano lançou o livro Um partido necessário – 10 anos de PSOL, organizado com Israel Dutra. O livro apresenta artigos que narram a trajetória do Partido Socialismo e Liberdade escritos por alguns daqueles que ajudaram a construí-lo.
Em 2017, lançou o livro Cinco mil dias: o Brasil na era do lulismo em parceria com o jornalista e professor Gilberto Maringoni. A publicação reúne autores que promovem um balanço dos avanços e limites do primeiro ciclo de governos petistas em nível federal. No mesmo ano, foi eleito presidente nacional do PSOL. Em 2018, coordenou a campanha presidencial de Guilherme Boulos e, após deliberação da executiva nacional do PSOL, passou a integrar a coordenação de campanha de Fernando Haddad no segundo turno. Em 2021, recebeu o título de cidadão honorário de Belém pela Câmara Municipal de Belém. No ano seguinte recebeu o título de cidadão Taquariense pela Câmara de Vereadores de Taquari.
Em 2022, lançou o livro A Nova Esquerda na América Latina: partidos e movimentos em luta contra o neoliberalismo baseado em sua tese de doutorado. No mesmo ano conduziu as negociações para o apoio do PSOL à candidatura de Lula nas eleições presidenciais. Foi candidato à suplente de senador na chapa da esquerda em São Paulo ao lado de Márcio França (PSB) e integrou a coordenação de campanha da chapa Lula/Alckmin. Após a vitória de Lula, fez parte da equipe de transição do novo governo.
Em 2023, participou da fundação da Rede Futuro, uma iniciativa criada em conjunto com a Frente Ampla chilena, coalizão do presidente Gabriel Boric e do Pacto Histórico colombiano, aliança do presidente Gustavo Petro. O objetivo da entidade é promover a articulação da esquerda latino-americana para renovar a agenda progressista na região.